# Alper Kayabunar
Alper Kayabunar (* 29. November 1985 in München) ist ein ehemaliger Fußballspieler und heutiger -trainer.

## Werdegang
Alper Kayabunar startete seine Spielerkarriere im Jahr 1992 in der Jugendabteilung des FC Bayern München. Nach seiner 6-Jährigen Ausbildung wechselte er im Sommer 1998 zum SV Gartenstadt Trudering. Nach 4 Jahren schloss er sich den A-Junioren der SpVgg Unterhaching an und stieg in die A-Junioren Bundesliga auf. Im Herrenbereich spielte er u. a. für den TSV Ottobrunn, den SC Badham/Vaterstetten sowie Grüne Heide Ismaning. Im Anschluss wechselte Alper Kayabunar zu Türkgücü München, wo er zuerst als Spieler aktiv war.
Im Jahr 2012 wurde er zum Co-Trainer der Herrenmannschaft, die zu diesem Zeitpunkt in der Bezirksliga spielte, ernannt. Im ersten Jahr gelang der Aufstieg in die Landesliga. Im Folgejahr ist Alper Kayabunar weiterhin als Co-Trainer tätig und zeigt sich anschließend 2 weitere Jahre für die Position des Chef-Trainers verantwortlich.
Nach dem Einstieg des Investors und Vereinspräsidenten Hassan Kivran rückte er auf die Co-Trainer-Position, dabei gelang mit Türkgücü München der Durchmarsch aus der Landesliga bis in die 3. Liga. Zudem war er zeitweise parallel in der Jugendarbeit des Klubs tätig.
Nach der Freistellung des bisherigen Cheftrainers Peter Hyballa am 23. November 2021 übernahm Kayabunar die Profimannschaft als Interimstrainer. Während die Trainersuche lief, war er bei vier Drittligaspielen für die Mannschaft verantwortlich. Dabei überschritt der Verein die Frist von 15 Werktagen, die ein Trainer ohne Fußballlehrer-Lizenz Cheftrainer sein darf (vgl. Türkgücü München#Überschreiten der Trainerfrist). In der Winterpause stellte der Verein mit Andreas Heraf einen neuen Cheftrainer vor.
Türkgücü München stellte Ende März 2022 den Spielbetrieb in der 3. Liga ein und ging ab der Saison 2022/23 in der viertklassigen Regionalliga Bayern an den Start. Kayabunar übernahm daraufhin im Sommer die Mannschaft als Cheftrainer. Anfang Dezember 2022 wurde der Vertrag mit Kayabunar um zwei Jahre verlängert, der neue Vertrag galt bis 30. Juni 2025. Nachdem kurz vor Ende der Saison 2024/25 der sportliche Abstieg feststand und der Klub auch keine mögliche Lizenz für die Spielklasse erhalten hatte, verkündete er seinen Abschied vom Klub zum Saisonende.